# Uakari
Maimuța uakari (Cacajao calvus) este o specie de maimuță din familia Pithecideae, care trăiește în pădurile ecuatoriale din Brazilia și Peru. Are cca. 30-40 cm lungime și 3-4 kg. Fața ei roșie indică faptul că maimuța este sănătoasă, dar le și divulgă prădătorilor locul unde se află maimuța. Caracteristic maimuței uakari este faptul că e cheală și că are o coadă scurtă., de 15-18 cm.   Se adăpostește în locuri unde are acces la apă. Se adună în grupuri de cca. 10 indivizi, pentru a se hrăni. În rest, trăiesc în grupuri de 50-100 indivizi. Este o specie aflată pe cale de dispariție, datorită vânătorii și distrugerii habitatului. Se hrănește cu fructe, insecte, animale mici, frunze și rădăcini. Este preponderent arboricolă, dar uneori coboară pe sol, pentru a culege rădăcini și fructe. Are un rol important în înmulțirea plantelor din pădurea ecuatorială, împrăștiind semințele fructelor consumate. Maimuțele uakari au o rată de reproducere scăzută, născând un pui odată la doi ani. Devin mature sexual la 3 ani(femelele), respectiv 6 ani(masculii), iar perioada de gestație se crede a dura 7-8 luni. În sălbăticie, speranța de viață este de cca. 20 de ani.   